# 银河战士Prime：同盟力量
《银河战士 Prime：同盟力量》是一款主打合作的第一人称射击游戏，由Next Level Games 开发，任天堂在掌机任天堂3DS上发布。
该游戏是银河战士Prime系列的衍生产品，玩家扮演一名银河联邦海军陆战队，游戏的玩法元素类似《银河战士Prime 猎人》。游戏中还包含基于足球的多人游戏模式《Metroid Prime: Blast Ball》。
《银河战士 Prime：同盟力量》在任天堂2015年E3游戏展前直面会上公布，并于2016年8月19日在北美发售、8月25日在日本发售、9月2日在欧洲发售。游戏自公布之日起就受到了来自玩家的抵触和负面评价，而游戏发售后也没有得到业界媒体的青睐，在Metacritic上基于56份媒体评价仅有64分的综合评价。